# Rees
Rees település Németországban, azon belül Észak-Rajna-Vesztfália tartományban. Lakosainak száma 21 452 fő (2023. december 31.). Rees Emmerich am Rhein és Kalkar községekkel határos.

## Népesség
A település népességének változása:
| Lakosok száma | 16 651 | 21 137 | 20 972 | 21 045 | 21 475 | 21 452 |
|               | 1975   | 2017   | 2019   | 2021   | 2022   | 2023   |